# Білясник Петро Никифорович
Петро Никифорович Білясник (21 грудня 1917, с. Вовна Шосткинського району Сумської області — 4 липня 2000, м. Щолково Московської області) — полковник Радянської Армії, учасник Другої світової війни, Герой Радянського Союзу (1943).

## Біографія
Петро Білясник народився 8 (21) грудня 1917 року в селі Вовна (нині - Шосткинський район Сумської області України) в сім'ї селянина. Закінчив шість класів школи в 1932 році, в 1936 році - школу фабрично-заводського учнівства, після чого працював токарем на заводі в Махачкалі. У лютому 1939 року призваний на службу в Робітничо-селянську Червону Армію. У 1940 році закінчив Качинську військову авіаційну школу пілотів, після чого служив в частинах військово-повітряних сил СРСР.
З червня 1941 року - на фронтах Другої світової війни. У роки війни був ад'ютантом авіаційної ескадрильї, штурманом полку, заступником командира авіаційного полку. Брав участь в боях на Західному, Сталінградському фронтах, ППО Москви, Західному фронті ППО. Брав участь в обороні Білорусі в 1941 році, битві за Москву, Сталінградській битві. До лютого 1943 капітан Беляснік був штурманом 126-го винищувального авіаполку 6-го винищувального авіакорпусу. На той час зробив 250 бойових вильотів, взяв участь в 78 боях, в яких збив особисто 9 і 17 літаків в групі.
П.Н. Білясник вніс 40 000 рублів на будівництво літака і звернувся в ЦК ВКП (б) з листом: "Побудований літак прошу передати мені. Клянуся, що на цій машині я буду не шкодуючи життя громити німецьких загарбників до повного їх знищення". ЦК виконав прохання, йому був вручений літак Ла-5 з написом на фюзеляжі: "Капитану Беляснику". У боях під Сталінградом Петро Білясник на особистому літаку за 4 дня збив 4 німецьких літаки.
Указом Президії Верховної Ради СРСР від 28 квітня 1943 року за «зразкове виконання бойових завдань командування на фронті боротьби з німецько-фашистськими загарбниками і проявлені при цьому мужність і героїзм» капітан Петро Білясник удостоєний високого звання Героя Радянського Союзу з врученням ордена Леніна і медалі «Золота Зірка» за номером 927.
Всього за роки війни Білясник зробив 423 бойових вильоти на літаках «МіГ-3», «Як-1», «Ла-5». Після закінчення війни продовжив службу в Радянській Армії. У 1945-1964 роках був льотчиком-випробувачем у Державному НДІ ВПС. Брав участь в держвипробуваннях «СР-2», «Як-27Р», «Як-25РВ-I», «Іл-10М». У липні 1964 року в званні полковника звільнений в запас. 
Проживав в селищі Чкаловський (частина міста Щолково Московської області). 
Помер 4 липня 2000 року, похований у Москві на Ніколо-Архангельському кладовищі.
Також нагороджений орденами Червоного Прапора, Вітчизняної війни 1-го ступеня, двома орденами Червоної Зірки, медаллю «За бойові заслуги» та низкою інших медалей. Заслужений льотчик-випробувач СРСР (1962). 
На згадку про Героя на будинку, де він жив в селищі Чкаловський, встановлено меморіальну дошку.